# 大石田町
大石田町（日语：／ Ōishida machi */?）是位於日本山形縣東北部的町，也是北村山郡唯一的自治體。最上川由東南往北流經城鎮中心，當地人口也多集中在最上川沿岸。大石田町在江戶時代作為最上川河運的中繼點而繁榮。現今當地以生產玄蕎麥而聞名，其生產量在山形縣内名列前茅。

## 地理
大石田町周圍被奧羽山脈和出羽丘陵包圍，發源於奧羽山脈的丹生川、野尻川與瀧氣川流經町内，並往西注入日本三大急流之一的最上川。

### 氣候
大石田町在氣候上屬於日本海側氣候。春季至秋季沿著奧羽山脈向下吹的焚風使當地產生高溫的現象。冬季從月山與葉山山脈向下吹的西北季風常夾帶著雪雲，這些雪雲因受到東邊奧羽山脈的阻擋而在當地降下大雪，使大石田町被指定為特別豪雪地帶。

## 交通

### 鐵路
境內有JR東日本的奧羽本線和山形新幹線通過
- 東日本旅客鐵道
  - 山形新幹線: 大石田站
  - 奧羽本線: 大石田站 - 北大石田站

### 道路
- 一般國道
  - 國道347號